# Schweiter Technologies

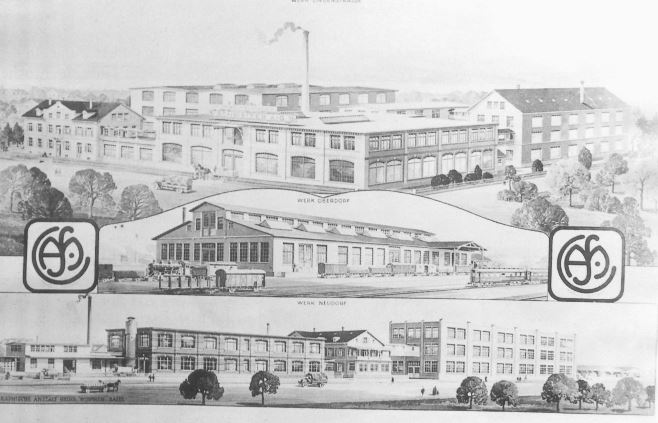
Schweiter Fabriken um 1925

Die Schweiter Technologies AG mit Sitz in Steinhausen, Schweiz, ist eine weltweit tätige Unternehmensgruppe, die sich mit dem Geschäftsbereich 3A Composites auf Verbundwerkstoffe konzentriert. Das Unternehmen wird an der SIX Swiss Exchange gehandelt (Telekurs: SWTQ).

## Tätigkeitsgebiet
Mit dem Geschäftsbereich 3A Composites, entwickelt, produziert und vermarktet Schweiter Technologies Verbundwerkstoffe, Kunststoff- und Leichtstoffplatten sowie Balsaholz und PET-Schaum-basierte Kernmaterialien. Eingesetzt werden die Materialien vor allem in den Bereichen visuelle Kommunikation (Display), Architektur, Windenergie, Bau, Schiffsbau und Automobil.

## Marken
Airex, Alucobond, Baltek, Dibond, Forex, Gator, Kapa, Perspex und Sintra.

## Geschichte
Das 1912 gegründete Unternehmen hat seinen Ursprung in der Mitte des 19. Jahrhunderts in einer von Jean Schweiter und Heinrich Schrader betriebenen Reparaturwerkstatt.
Schrader kam 1850 nach Horgen, wo zehn Seidenwebereien Stoffe auf Handwebstühlen produzierten. 1854 liess er im «Baumgärtli» (Ecke Zuger-/Lindenstrasse, heute «Senioren Begegnungszentrum Baumgärtlihof») ein Wohn- und Werkstattgebäude errichten, um dort mechanische Webstühle für die Seidenindustrie zu entwickeln und zu bauen. Mit seinen Söhnen und Jean Schweiter konstruierte er 1855 eine der ersten mechanischen «Pirn»-Spulmaschinen.
1894 übernahm Schweiter die Konstruktionswerkstatt und betrieb sie als Maschinenbaufirma «Jean Schweiter, Maschinenfabrik, Horgen» weiter. 1896 zählte die Firma 25 Mitarbeiter. 1906 wurde anstelle der Werkstatt ein neues grosses Fabrikgebäude erstellt. Mit seiner Erfindung des horizontalen Spindelwechsels im gleichen Jahr gewann Schweiter und seine Unternehmung weltweite Anerkennung in der Textilbranche.
In der Folge wuchs die Firma zu einem international tätigen Unternehmen. Bei der Gründung der Schweiter AG 1912 waren 195 Angestellte und Arbeiter beschäftigt. 1925 wurde ein Fabrikneubau in Horgen-Oberdorf bezogen, weil das Baumgärtli zu wenig Platz bot.
1943 schlossen sich die vier Textilmaschinenfabriken Grob, Schweiter, Stäubli und Vollenweider zur Vertriebs- und Werbegemeinschaft «Die 4 von Horgen» zusammen, um die damaligen Schwierigkeiten zu meistern und ihre Selbständigkeit bewahren zu können.
1973 erfolgte der Börsengang an der SIX Swiss Exchange. 1986 übernahm Hans Widmer, späterer Verwaltungsratspräsident, die Aktienmehrheit von Schweiter. 1989 wurde aus den Firmen Schärer (1880 gegründet), Schweiter (1854) und Mettler (1868) die SSM AG gegründet, die eines der drei Standbeine der Unternehmensgruppe bildete. Gleichzeitig gab sich die Gruppe mit der Gründung der Schweiter Technologies als Dachgesellschaft eine Holdingstruktur.
Zwischen 1998 und 2020 erfolgten verschiedene Übernahmen und Veräusserungen, die zur Bildung der heutigen Unternehmensgruppe führten:
1998 Satis Vacuum Group Baar, 1999 Stähle Eltex Deutschland und Hacoba Spultechnik Deutschland, 2000 Ismeca-Gruppe, 2004 Loh-Gruppe Dornach, 2005 Verkauf Ismeca Automation. Im Juni 2008 gab Schweiter bekannt, sich mit der französischen Essilor-Gruppe über den Verkauf des Geschäftsbereiches Satisloh für 340 Millionen Euro geeinigt zu haben.
Am 1. Dezember 2009 wurde vom kanadischen Aluminiumunternehmen Rio Tinto Alcan der Geschäftsbereich Alcan Composites übernommen und in 3A Composites umbenannt. Weitere Käufe waren 2012 Foamalite Ltd Irland, Giudici Italien und Ismeca Semiconductor, 2014 die Produktionsanlagen von Durabuild Technologies Pvt Ltd und 2015 PNG Balsa in Papua New Guinea, Polycasa-Gruppe und Plastwag S.A. Polen.
Im Juli 2017 verkaufte Schweiter die Textilmaschinen-Division (Geschäftsbereich SSM Textilmaschinen) an Rieter und übernahm die irische Athlone Extrusions, um den Kernbereich «Verbundwerkstoffe» zu stärken.
Im 2018 folgte die Akquisition der Perspex International Ltd., UK und im 2020 die Übernahme der Elmer’s Schaumstoffplatten-Sparte sowie von EnCore Products um das Angebot von 3A Composites in den USA für die Display-, Grafik- und Rahmenindustrie zu stärken.